# Windows Media Audio
WMA is een compressievorm die door Microsoft is ontwikkeld en standaard met Windows Media Player wordt meegeleverd. Het is een gesloten formaat. Aangezien Microsofts Windows een groot marktaandeel heeft, is deze codec snel een de facto standaard geworden.
WMA staat voor Windows Media Audio en komt meestal voor samen met het WMV-formaat dat de video-tegenhanger is van het WMA-formaat. WMA is vooral bedoeld voor het streamen op lage bandbreedtes. Een groot verschil met andere formaten zoals MP3 en OGG is het mogelijke gebruik van DRM, een controversiële techniek die gebruikers beperkt in de mogelijkheden bestanden te openen, kopiëren etc. als de auteur van die bestanden zulke beperkingen oplegt.
De werking van WMA is voor een groot deel te vergelijken met die van het MP3-formaat. Het maakt ook gebruik van psycho-akoestische schema's maar filtert alleen het geluid weg waarvan de frequentie meer dan 20 kHz en minder dan 20 Hz bedraagt. WMA-bestanden zijn wel kleiner dan MP3-bestanden, wat weer een groot voordeel is, want er kunnen zo meer muzieknummers op een mp3-speler (sinds ca. 2005 kunnen veel mp3-spelers ook WMA-bestanden afspelen).
WMA is geen ideale standaard voor algemene internettoepassingen, aangezien het afspelen van dit formaat niet altijd onder alle besturingssystemen mogelijk is, maar slechts daar waar Microsoft het ondersteunt.